# Sejm toruński 1519/1520
Sejm toruński 1519/1520 – sejm walny Korony Królestwa polskiego zwołany 14 października 1519 roku do Torunia.
Sejmik przedsejmowy w Proszowicach odbył się 3 listopada 1519 roku.  
Obrady sejmu trwały od 2 grudnia 1519 do 9 lutego 1520 roku.
11 grudnia 1519 roku przyjęto uchwałę o wojnie z Zakonem Krzyżackim.